# Сипуха мінагаська
Сипуха мінагаська (Tyto inexspectata) — вид совоподібних птахів родини сипухових.
Птах вперше був досліджений Германом Шрегелом на півночі острова Сулавесі сучасної Індонезії.

## Поширення
Ендемік індонезійського острова Сулавесі. Відомо з 11 зразків, зібраних на півострові Мінагаса та північно-центральних регіонах острова. Живе у тропічних дощових лісах.

## Опис
Птах невеликого розміру, як для родини сипухових, його довжина складає 30 см. Лицевий диск має червонувате забарвлення. Зверху іржаво-плямисте чорне забарвлення. Хвіст має дрібні смуги.
Голос — хриплий, сипучий крик близько 1,8 секунди протяжністю, що повторюється нечасто, приблизно кожні 5-7 хвилин.

## Спосіб життя
Tyto inexspectata мешкає на острові Сулавесі, який знаходиться в сучасній Індонезії. Відомий за 11 екземплярами, яких впіймано на півострові Мінагаса північно-центральних районів острова. Декілька екземплярів перебувають в національному парку-заповіднику Тангкоко. Веде прихований, малорухливий спосіб життя. Її популяція складає від 2.500-10.000 особин.

## Загрози та охорона
Головною проблемою для існування цього птаха є скорочення площі, деградація та фрагментація лісів, де зустрічається цей птах. Вид включено до Червоного списку МСОП до категорії «вразливий», внесений до списку СІТЕС (Додаток ІІ).

## Факти
- Одна з найменших сипух Індонезії.[3]